# Erysimum pycnophyllum
Erysimum pycnophyllum är en korsblommig växtart som beskrevs av Jacques Étienne Gay. Erysimum pycnophyllum ingår i släktet kårlar, och familjen korsblommiga växter. Inga underarter finns listade i Catalogue of Life.